# Conus tourosensis
Espèce
Conus tourosensis est une espèce de mollusques gastéropodes marins de la famille des Conidae.
Comme toutes les espèces du genre Conus, ces escargots sont prédateurs et venimeux. Ils sont capables de « piquer » les humains et doivent donc être manipulés avec précaution, voire pas du tout.

## Distribution
Cette espèce marine d'escargot conique est présente au large des côtes du Rio Grande do Norte, au Brésil. 

## Taxonomie

### Publication originale
L'espèce Conus tourosensis a été décrite pour la première fois en 2018 par les malacologistes Edward James Petuch (d) et David P. Berschauer dans « The Festivus »,.

### Synonymes
- Poremskiconus tourosensis Petuch & Berschauer, 2018 · non accepté (combinaison originale)